# Solothurn (kanton)
Solothurn (Duits: Solothurn; Frans: Soleure; Italiaans: Soletta; Reto-Romaans: Soloturn) is een kanton in het noordwesten van Zwitserland. Het is een deel van de Zwitserse Hoogvlakte. Van de inwoners van het kanton is 42,7% Rooms-katholiek en 28,8% protestant (2003).

## Geografie
Solothurn ligt in het Middenland en de Jura en grenst aan de kantons Bern, Basel-Landschaft, Aargau en Jura en aan de Elzas in Frankrijk. Er is geen ander Zwitsers kanton dat zo'n grillig grensverloop vertoont. De exclaves Kleinlützel en Mariastein grenzen aan Frankrijk, de enclave Steinhof ligt in het kanton Bern. Het kanton reikt tot 1450 m hoogte nabij Selzach.

## Demografische evolutie van het kanton
Bron: https://www.bfs.admin.ch/bfs/de/home/statistiken/bevoelkerung/stand-entwicklung.assetdetail.32229209.html

## Economie
Veel transportondernemingen bevinden zich in Solothurn, omdat het kanton ideaal ligt in het midden van de Zwitserse Hoogvlakte en het snelwegnet van Zwitserland.
In de regio Grenchen worden bekende merken horloges gemaakt en er bevindt zich fijnmechanische en machinebouwindustrie.
In het Schwarzbubenland in het noorden bevindt zich farmaceutische industrie (het ligt dicht bij Bazel, waar het centrum van deze industrie zich bevindt).
De papierindustrie is sterk vertegenwoordigd in Solothurn.
In Däniken bevindt zich de grootste Zwitserse kerncentrale Gösgen, en aan de Aare bevinden zich enige waterkrachtcentrales.

## Talen
Moedertaal (2000):
- Duits: 88,3%
- Italiaans: 3,1%
- Albanees: 1,6%
- andere talen: 7,0%

18,4% van de bevolking van kanton Solothurn heeft geen Zwitsers paspoort (2003).

## Plaatsen en gebieden
Het kanton kent eigenlijk geen grotere centrumstad, de grootste gemeentnen zijn (2023):
- Olten, 18.715 inwoners
- Grenchen, 18.295 inwoners
- Solothurn, 16.855 inwoners

## Toerisme
Een rondvaart over de Aare is interessant. Solothurn is een stad met een mooi barok centrum. Veel kersen zijn in Schwarzbubenland te krijgen. In Lommiswil kan men dinosaurussporen vinden.

## Districten
- Bucheggberg (landelijk en protestant, dicht bij kanton Bern)
- Dorneck (deel van de agglomeratie Bazel)
- Gäu (de meerderheid is rechts-conservatief)
- Gösgen (voormalig industriedistrict, bij de grens met kanton Aargau)
- Lebern (de stad Grenchen met omgeving hiervan, een deel van de omgeving van de stad Solothurn en enige gedeelten in de landelijke Jura)
- Olten (stad en omgeving)
- Solothurn (alleen de stad Solothurn)
- Thal (het landelijk katholieke Juradal)
- Thierstein (het landelijke conservatieve deel van Schwarzbubenland in de regio Bazel)
- Wasseramt (toenmalige industriële gedeelten en landelijke gemeentes)

## Geschiedenis
In 888 zijn de gebieden van het kanton een deel van het koninkrijk Opper-Bourgondië. In 1127 wordt het een bezit van de Zähringer. Dan in 1218 wordt het een vrije stad en bindt vanaf 1344 gebieden van buiten de stad aan zich. In 1481 wordt het als 11e kanton lid van het Zwitsers Eedgenootschap. In 1523 verzet Solothurn zich tegen de reformatie en blijft Rooms-katholiek. Na de Napoleonistische tijd wordt Solothurn vanaf 1814 weer aristocratisch geregeerd tot 1830. In 1828 wordt het de residentie van de bisschop van Bazel. Solothurn heeft in de geschiedenis gediend als toevluchtsoord voor vervolgden, bijvoorbeeld rooms-Katholieken uit de gereformeerde gedeelten van Zwitserland.
In 1929 werd Maria Felchlin de eerste vrouwelijke arts van het kanton Solothurn.
- Bibliothèque nationale de France: cb11987945n (data)
- Gemeinsame Normdatei: 4055459-4
- Historisch woordenboek van Zwitserland: 007386
- International Standard Name Identifier: 0000 0001 1017 4328
- Library of Congress Control Number: n80162570
- MusicBrainz: 420454ef-31b7-464a-b812-2b155cbc8ac0
- Nationale Bibliotheek van Tsjechië: ge117644
- Nationale Bibliotheek van Israël: 987007566867105171
- Virtual International Authority File: 151920205
- WorldCat: E39PCjJ8FpkRpvKt7bKyYc8bv3

Bucheggberg · Dorneck · Gäu · Gösgen · Lebern · Olten · Solothurn · Thal · Thierstein · Wasseramt
Aargau · Appenzell Ausserrhoden · Appenzell Innerrhoden · Basel-Landschaft · Basel-Stadt · Bern · Fribourg · Genève · Glarus · Graubünden · Jura · Luzern · Neuchâtel · Nidwalden · Obwalden · Sankt Gallen · Schaffhausen · Schwyz · Solothurn · Thurgau · Ticino · Uri · Vaud · Wallis · Zug · Zürich